# Onconotus
Onconotus é um género de insecto da família Tettigoniidae.
Este género contém as seguintes espécies:
- Onconotus servillei